# Acacia oswaldii
Acacia oswaldii — вид квіткових рослин з родини бобових. Ареал: Австралія (Новий Південний Уельс, Північна територія, Квінсленд, Південна Австралія, Вікторія, Західна Австралія).

## Середовище
Зустрічається в різних місцях проживання, але в основному в вапняних пісках або суглинках.

## Біоморфологічна характеристика
Це густий кущ або невелике дерево до 6 метрів заввишки. Має округлі в діаметрі, голі гілочки з багатьма червоними смолистими мікроволосками. Філодії мають лінійну, вузькоеліптичну або вузько видовжено-еліптичну форму, від прямих до загнутих, у довжину від 2,5 до 10,5 сантиметра і вшир від 3 до 15 міліметрів. Цвіте з жовтня по грудень і дає жовті квітки. Прості суцвіття утворюються поодиноко або парами в пазухах листків. Кулясті голови, що містять від 5 до 16 квіток діаметром від 5 до 8 мм. Стручки мають довжину від 4 до 25 см і ширину від 5 до 12 мм.

## Використання
Деревина тверда, важка і дрібнозерниста, але має різкий запах і практично не використовується.